# Макаров, Владислав Викторович
Владисла́в Ви́кторович Мака́ров (родился 11 декабря 1949 года в Калуге) — российский музыкант и художник, виолончелист, основатель и вдохновитель «смоленской школы новой импровизационной музыки». Живёт и работает в Смоленске.

## Биография
Окончил художественно-графический факультет Смоленского педагогического института. С 1980 года начал публичные выступления в качестве виолончелиста-импровизатора авангардных жанров свободной импровизации, фри-джаза, альтернативного рока.

## Персональные выставки, перформансы
- 2009 — «войти-в-картину». арт-галерея «40 квадратов», Смоленск.
- 2008 — «Влад Макаров — Инструмент звука». Музей нонконформистского искусства, Арт-центр «Пушкинская, 10», Санкт-Петербург.
- 1996 — Куин Элизабет Холл, Лондон.
- 1996 — Центральный выставочный зал, Смоленск.
- 1995 — «Арт-реальность», «Живопись действия», Санкт-Петербург.
- 1995 — Фестиваль «Альтернатива». ЦДХ, Москва.
- 1995 — Кунстхаус, Мюнстер, Германия.
- 1995 — «Веркхоф» галерея, Хаген, Германия.
- 1994 — Международный проект ALL&TAG. Дрезден, Германия.
- 1992 — «Нефигуративная живопись». ДК им. Королева, Киев.
- 1992 — Перформанс памяти Дж. Кейджа. Российское ТВ, Москва.
- 1992 — Городская Картинная Галерея, Смоленск.
- 1991 — Галерея «Форраум», Бохум, Германия.
- 1991 — Торгово-промышленная палата, Хаген, Германия.
- 1990 — Областной Драматический Театр, Смоленск.
- 1990 — Театр «Школа Драматического Искусства» Анатолия Васильева, Москва.
- 1989 — Государственный центральный музей музыкальной культуры им. М. И. Глинки, Москва.

## Сотрудничал с музыкантами
Сергей Курёхин, Александр Кондрашкин, Сергей Летов, Валентина Пономарёва, Сайнхо, Андрей Соловьёв, Роман Столяр, Валерий Дудкин, Михаил Юденич, Николай Судник, Наталья Пшеничникова, Александр Нестеров, Юрий Зморович, Юрий Яремчук, Вячеслав Гайворонский, Эдуард Сивков, Алексей Айги, Алексей Борисов, Николай Рубанов, Эвелина Петрова, Дмитрий Каховский, группы «ЗГА», «Атональный синдром», «Поп-механика», «Три О», «НЕ ТЕ», «С Коленями Как У Птицы», Фред Фрит, Генри Кайзер, Грег Гудман, ЛаДонна Смит, Шелли Хирш, Элтон Дин, Крис Катлер, Мэгги Николс, Фил Минтон, Владимир Миллер, Тим Ходжкинсон, Джон Эдвардс, Алекс Колковски, Эрхарт Хирт, Мартин Тойрер, Хайнц-Эрих Гёдеке, Альфред Харт, Ханс Шуттлер, Пауль Швингеншлегель, Мартин Ферборг, Ив Робер, Дидье Пети, Миша Лобко, Марк Саррази, Жак Сирон, Маркус Айхенбергер, Мик Гербер, Жиль Обри, Дрор Файлер Швеция),Риодзи Ходзито, Андрий Орёл.

## Дискография
- Golden Years of Soviet New Jazz. Volume III Leo records GY 412.
- Vladimir Miller and Quartets. Long Arms CDLA 03052.
- Document. New music from Russia. The 80-s. Leo Records CD LR 807.
- Валентина Пономарёва. Искушение. Мелодия C60-28293 (LP).
- Kings & cabbages. Moscow Composers Orchestra. Leo Records Laboratory Leo Lab CD 005 (CD).
- Moscow Composers Orchestra & Sainkho. Life at City Garden. U-Sound UD 95027 (CD).
- Outbursts. Квартет Миллер-Макаров-Юденич-Летов/Сивков. Ascension Music (MC).
- Hagen Studio Trio. Makarov-Hirt-Verborg. Ton-Studio (MC).
- Пространство-Мифология-Тишина. Дуэт Макаров-Юденич. Европа+ Студия (MC).